# Domogled - Valea Cernei (sit SCI)
Domogled - Valea Cernei este o arie protejată (arie specială de conservare — SAC, sit de importanță comunitară — SCI) din România, desemnată în scopul protejării biodiversității și menținerii într-o stare de conservare favorabilă a florei spontane și faunei sălbatice, precum și a habitatelor naturale de interes comunitar aflate în arealul zonei de protecție. Aceasta se întinde pe o suprafață de 62.121,3 ha, integral pe uscat.

## Localizare
Situl se întinde pe teritoriile administrative ale județelor Caraș-Severin (Băile Herculane, Cornereva, Mehadia, Teregova, Zăvoi), Gorj (Padeș, Tismana), Hunedoara (Râu de Mori) și Mehedinți (Balta, Isverna, Obârșia-Cloșani, Podeni). Centrul sitului Domogled - Valea Cernei este situat la coordonatele 45°05′31″N 22°37′26″E / 45.091817°N 22.623961°E.

## Înființare
Situl Domogled - Valea Cernei (ROSCI0069) a fost declarat sit de importanță comunitară în decembrie 2007 pentru a proteja 3 specii de plante. Arealul a fost protejat și ca arie specială de conservare în mai 2022. Acesta include ariile naturale: Domogled, Coronini - Bedina, Iauna - Craiova, Iardașița, Belareca, Parcul Național Domogled - Valea Cernei, Parcul Național Retezat, Peștera Martel,  Izvorul și stâncăriile de la Câmana, Cheile Corcoaiei, Tufărișurile mediteraneene Cornetul Obârșia-Cloșani, Vârful lui Stan, Geoparcul Platoul Mehedinți și Valea Țesna.

## Biodiversitate
Situată în ecoregiunea continentală din bazinul hidrografic al râului Cerna și cea alpină a Munților Cernei, Munților Vâlcanului și Munților Mehedinți, aria protejată conține 37 habitate naturale: Râuri alpine și vegetația herbacee de pe malurile lor, Râuri de munte și vegetația lor lemnoasă cu Myricaria germanica, Pajiști alpine și boreale, Tufișuri cu Pinus mugo și Rhododendron hirsutum (Mugo-Rhododendretum hirsuti), Tufărișuri sub-arctice de Salix spp., Tufișuri subcontinentale peri-panonice, Pajiști rupicole calcaroase sau bazofile cu Alysso-Sedion albi, Pajiști calcaroase alpine și subalpine, Pajiști panonice de stâncării (Stipo-festucetalia palentis), Pajiști uscate seminaturale și faciesuri de acoperire cu tufișuri pe substrat calcaros, Pajiști bogate în specii de Nardus, pe substraturile silicioase ale zonelor muntoase, Pajiști stepice subpanonice, Pajiști cu Molinia pe soluri calcaroase, turboase sau argilo-lemnoase (Molinion caeruleae), Asociații de lizieră cu ierburi înalte hidrofile de la nivelul câmpiilor până la nivel montan și alpin, Pajiști aluviale ale văilor de râuri cu Cnidion dubii, Pajiști de altitudine joasă (Alopecurus pratensis, Sangiusorba officinalis), Pajiști montane, Izvoare petrifiante cu formare de travertin (Cratoneurion), Grohotiș stâncos al etajului montan (Androsacetalia alpinae și Galeopsitalia ladani), Grohotiș calcaros și de șisturi calcaroase ale etajelor montane până la cele alpine (Thlaspietea rotundifolii), Grohotișuri medioeuropene calcaroase ale etajelor montane, Pante stâncoase calcaroase cu vegetație chasmofitică, Pante stâncoase silicioase cu vegetație chasmofitică, Grote neexploatate turistic, Păduri tip Luzulo-Fagetum, Păduri tip Asperulo-Fagetum, Păduri medioeuropene tip Cephalanthero-Fagion, Păduri de pantă, grohotiș sau ravene cu Tilio-Acerion, Păduri aluviale cu Alnus glutinosa și Fraxinus excelsior (Alno-Padion, Alnion nicanae, Salicion albae), Păduri panonice cu Quercus pubescens, Păduri ilirice de Fagus sylvatica (Aremonio-Fagion), Păduri ilirice de stejar și carpen (Erythronio-carpinion), Păduri panonice-balcanice de stejar turcesc, Păduri calcicole de Pinus sylvestris din Carpații Occidentali, Păduri dacice de fag (Symphyto-Fagion), Păduri acidofile cu Picea din etajele alpine montane și Păduri sub-mediteraneene de pin cu pin negru endemic.
La baza desemnării sitului se află 3 specie floristice și 48 faunistice, protejate la nivel european prin Directiva CE 92/43/CE din 21 mai 1992 (privind conservarea habitatelor naturale și a speciilor de faună și floră sălbatică). sau aflate pe lista roșie a IUCN; astfel:
plante:  clopoțelul de munte (Campanula serrata), papucul doamnei (Cypripedium calceolus), o orhidee din specia Himantoglossum jankae;
mamifere: urs brun (Ursus arctos), lup cenușiu (Canis lupus), râs eurasiatic (Lynx lynx), vidra de râu (Lutra lutra),     liliac cârn (Barbastella barbastellus), liliacul cu urechi mari (Myotis bechsteinii), liliac comun (Myotis myotis), liliacul cu aripi lungi (Miniopterus schreibersii), liliacul cu picioare lungi (Myotis capaccinii), liliacul cărămiziu (Myotis emarginatus), liliacul cu urechi de șoarece (Myotis blythii), liliacul cu potcoavă a lui Blasius (Rhinolophus blasii), liliacul mediteranean (Rhinolophus euryale), liliacul mare cu potcoavă (Rhinolophus ferrumequinum), liliacul mic cu potcoavă (Rhinolophus hipposideros); 
amfibieni: ivorașul-cu-burta-galbenă (Bombina variegata);
reptile: țestoasa de uscat bănățeană (Testudo hermanni), o reptilă din ordinul Testudines aflată pe lista roșie a IUCN.; 
pești: mreană balcanică (Barbus balcanicus), zvârlugă (Cobitis taenia Complex), chișcar (Eudontomyzon danfordi), porcușor de vad (Romanogobio uranoscopus), câră (Sabanejewia balcanica); 
nevertebrate: racul de ponoare (Austropotamobius torrentium), melcul cerenat bănățean (Chilostoma banaticum), gândacul auriu (Buprestis splendens), cărăbuș (Carabus variolosus), croitorul mare al stejarului (Cerambyx cerdo), rădașcă (Lucanus cervus), croitor cenușiu (Morimus asper funereus), croitorul de fag (Rosalia alpina), gândacul roșu de stejar (Cucujus cinnaberinus), gândacul sihastru (Osmoderma eremita Complex), gândacul de apă (Rhysodes sulcatus), un greier (din specia Paracaloptenus caloptenoides), cosașul transilvan (Pholidoptera transsylvanica), fluturele flitirar (Euphydryas maturna), fluturele vărgat (Euplagia quadripunctaria),  Gortyna borelii lunata, fluturele de muștar (Leptidea morsei), fluturele purpuriu (Lycaena dispar), fluturele țestos (Nymphalis vaualbum), libelula verde (Ophiogomphus cecilia), calul dracului (o libelulă din specia Cordulegaster heros).  
Pe lângă speciile protejate aflate la baza desemnării sitului, pe teritoriul acestuia au mai fost identificate 104 specii din flora spontană și fauna sălbatică a României.